# Hannah John-Kamen
Hannah Dominique E. John-Kamen (Anlaby, 1989. szeptember 7. –) brit színésznő.
Legismertebb alakítása Yalena "Dutch" Yardeen a Killjoys című sorozatban. A Hangya és a Darázs című filmben is szerepelt.

## Fiatalkora
Anlabyben született 1989. szeptember 7-én. Édesanyja norvég divatmodell, édesapja nigériai törvényszéki pszichológus. Van egy bátyja és egy nővére. Általános iskolába a közeli Kirk Ellába járt, középiskolai tanulmányait a Hull Collegiate School-ban szerezte, és a londoni National Youth Theatre-ben tanult. 2012-ben végzett a londoni Central School of Speech and Drama-ban.

## Pályafutása
2015 és 2019 között a Killjoys című sorozatban szerepelt. 2016-ban szerepelt a Trónok harca című sorozatban. Ugyanebben az évben a Fekete tükör című sorozatban szerepelt. 2018-ban a Ready Player One című sorozatban szerepelt. Ugyanebben az évben A Hangya és a Darázs című filmben is szerepelt. 2021-ben A kaptár – Raccoon City visszavár című filmben 

## Magánélete
18 éves kora óta Londonban él. Szeret zongorázni és táncolni.

## Filmográfia

### Filmek
| Év   | Magyar cím                            | Eredeti cím                            | Szerep              | Magyar hang         |
| ---- | ------------------------------------- | -------------------------------------- | ------------------- | ------------------- |
| 2015 | Star Wars VII. rész – Az ébredő Erő   | Star Wars: The Force Awakens           | elsőrendű tiszt     |                     |
| 2018 | Tomb Raider                           | Tomb Raider                            | Sophie              | Dobó Enikő          |
| 2018 | Ready Player One                      | Ready Player One                       | F'Nale Zandor       | Ligeti Kovács Judit |
| 2018 | A Hangya és a Darázs                  | Ant-Man and the Wasp                   | Ava Starr / Szellem | Martinovics Dorina  |
| 2021 | SAS: Vonatrablás a Csatorna-alagútban | SAS: Red Notice                        | Sophie Hart         | Nagy Katica         |
| 2021 | A kaptár – Raccoon City visszavár     | Resident Evil: Welcome to Raccoon City | Jill Valentine      |                     |
| 2023 |                                       | Unwelcome                              | Maya                |                     |
| 2023 |                                       | Breaking Point                         | Kate                |                     |
| 2025 | Mennydörgők*                          | Thunderbolts*                          | Ava Starr / Szellem | Martinovics Dorina  |

### Televíziós szerepek
| Év         | Magyar cím                            | Eredeti cím                         | Szerep                   | Megjegyzések |
| ---------- | ------------------------------------- | ----------------------------------- | ------------------------ | --- |
| 2011       | Kívülállók                            | Misfits                             | Carly                    | 1 epizód |
| 2011, 2016 | Fekete tükör                          | Black Mirror                        | Selma Telse / Sonja      | 2 epizód magyar hangja Bánfalvi Eszter (Selma, 1. szinkron) Pánics Lilla (Selma, 2. szinkron) Solecki Janka (Sonja) |
| 2012       |                                       | Whitechapel                         | Roxy                     | 2 epizód |
| 2012       |                                       | The Syndicate                       | fiatal bolti eladó       | 1 epizód |
| 2012       |                                       | The Midnight Beast                  | pizzás lány              | 1 epizód |
| 2012       |                                       | The Hour                            | Rosa Maria Ramírez       | 4 epizód |
| 2014       | Halál a paradicsomban                 | Death in Paradise                   | Yasmin Blake             | 1 epizód |
| 2014       | Vidám vidék                           | Happy Valley                        | Justine                  | 4 epizód |
| 2015       |                                       | Cucumber                            | Violet                   | 2 epizód |
| 2015       |                                       | The Ark                             | Nahlab                   | tévéfilm |
| 2015       |                                       | Banana                              | Violet                   | 2 epizód |
| 2015–2019  |                                       | Killjoys                            | Yalena "Dutch" Yardeen   | főszereplő |
| 2016       |                                       | The Tunnel: Sabotage                | Rosa Persaud             | 5 epizód |
| 2016       | Trónok harca                          | Game of Thrones                     | Ornela                   | 2 epizód |
| 2019       | A Sötét Kristály – Az ellenállás kora | The Dark Crystal: Age of Resistance | Naia (hang)              | 5 epizód |
| 2020       | Az idegen                             | The Stranger                        | idegen                   | főszereplő |
| 2020       | Szép új világ                         | Brave New World                     | Wilhelmina "Helm" Watson | főszereplő |